# L’Est républicain
L’Est républicain – francuski dziennik regionalny, wydawany od 1889 w Nancy. Jego zasięg sprzedaży obejmuje Lotaryngię i Franche-Comté. Przeciętny dzienny nakład w 2003 wyniósł 207 tys. egzemplarzy.
L’Est républicain wchodzi w skład grupy wydawniczej France Est Médias. 
Jego nazwa w języku francuskim oznacza "wschód republikański".